# Parogovia
Genre
Parogovia est un genre d'opilions cyphophthalmes de la famille des Neogoveidae.

## Distribution
Les espèces de ce genre se rencontrent en Guinée équatoriale, au Cameroun et au Gabon.

## Liste des espèces
Selon World Catalogue of Opiliones (19/04/2021) :
- Parogovia gabonica (Juberthie, 1969)
- Parogovia montealensis Benavides & Giribet, 2019
- Parogovia parasironoides Hiřman, Kotyk, Kotyková Varadínová & Šťáhlavský, 2018
- Parogovia prietoi Benavides & Giribet, 2019
- Parogovia putnami Benavides & Giribet, 2019
- Parogovia sironoides Hansen, 1921

## Publication originale
- Hansen, 1921 : « The Pedipalpi, Ricinulei, and Opiliones (exc. Op. Laniatores) collected by Mr. Leonardo Fea in tropical West Africa and adjacent Islands. » Studies on Arthropoda I., p. 5-55.